# 1972 en santé et médecine
| Années de la santé et de la médecine : 1969 - 1970 - 1971 - 1972 - 1973 - 1974 - 1975    |
| Décennies de la santé et de la médecine : 1940 - 1950 - 1960 - 1970 - 1980 - 1990 - 2000 |

Cet article présente les faits marquants de l'année 1972 en santé et médecine.

## Événement
- L'agence de protection de l'environnement des États-Unis d'Amérique interdit l'utilisation du DDT dans le pays, hormis pour des raisons médicales ou pour l'exportation[1].

## Naissances
- 19 janvier : Andreas Eenfeldt, médecin suédois.

## Décès
- 3 décembre : Daniel Lagache (né en 1903), psychiatre et psychanalyste français.